# Pseudohalichondria clavatancora
Pseudohalichondria clavatancora är en svampdjursart som först beskrevs av Topsent 1927.  Pseudohalichondria clavatancora ingår i släktet Pseudohalichondria och familjen Hymedesmiidae. Inga underarter finns listade i Catalogue of Life.